# Murdo
Murdo is een plaats (city) in de Amerikaanse staat South Dakota, en valt bestuurlijk gezien onder Jones County.

## Demografie
Bij de volkstelling in 2000 werd het aantal inwoners vastgesteld op 612.
In 2006 is het aantal inwoners door het United States Census Bureau geschat op 553, een daling van 59 (-9,6%).

## Geografie
Volgens het United States Census Bureau beslaat de plaats een oppervlakte van
1,6 km², geheel bestaande uit land. Murdo ligt op ongeveer 705 m boven zeeniveau.

## Plaatsen in de nabije omgeving
De onderstaande figuur toont nabijgelegen plaatsen in een straal van 36 km rond Murdo.

## Geboren
- John Thune (1961), senator voor South Dakota